# Paykan Football Club
El Paykan Football Club es un equipo de fútbol iraní que actualmente juega en la Iran Pro League de la liga iraní de fútbol.

## Historia
El equipo fue fundado en 1967 por Mahmoud Khayami. Empezaron a jugar en la Tehran Football League, aunque en 1970 el club se disolvió. No fue hasta el año 2000 cuando se refundó al comprar la plaza del Bahman FC, para jugar en la Liga Azadegan, primera división en aquel momento, y llegando a jugar las semifinales de copa en la temporada siguiente. Tras estar alternando primera con segunda división, en la temporada 2016/17 ascendió a la primera división.

## Entrenadores
| - Alan Rogers (1969–70) - Stuart Williams (1970) - Klaus Schlappner (2001) - Hamid Alidoosti (2001–02) - Bijan Zolfagharnasab (2002–03) - Homayoun Shahrokhi (2003–04) - Mohammad Mayeli Kohan (2004–05) - Farhad Kazemi (2005–06) - Samvel Darbinyan (2006–08) - Ali Asghar Modir Roosta (2008–09) - Hamid Derakhshan (2009–10) | - Mohammad Ahmadzadeh (2010) - Hamid Alidousti (2010–11) - Mohammad Hossein Ziaei (2011) - Farhad Kazemi (2011–12) - Abdollah Veisi (2012–13) - Firouz Karimi (2013) - Farhad Kazemi (2013–14) - Mansour Ebrahimzadeh (2014) - Samad Marfavi (2014–15) - Alireza Marzban (2015–16) - Majid Jalali (2016– ) |

## Palmarés

### Nacional
- Liga Azadegan (2): 2012, 2016
- Friendship Cup (1): 1970
- Tehran Football League (1): 1969